# Ritonavir
Ritonavir (Denominação Comum Internacional) é comercializado com o nome Norvir® pelo Abbott Laboratories. É um fármaco antirretroviral que age como inibidor de protease, sendo utilizado para tratar infecção pelo vírus HIV e AIDS.
Ritonavir é frequentemente prescrito em conjunto com outros medicamentos numa terapia HAART (Highly Active Anti-Retroviral Therapy). O ritonavir é prescrito não por sua ação antirretroviral, mas porque inibe as enzimas que metabolizam outros fármacos inibidores da protease. Essa propriedade permite atingir uma concentração plasmática superior dos outros medicamentos utilizados em conjunto, aumentando a eficiência clínica do tratamento.
Em novembro de 2021, está sendo estudado para uso associado ao nirmatrelvir ( Combinação nomeada de Paxlovid)  para tratamento da covid-19.

## História
Ritonavir é fabricado com o nome Norvir® pelo Abbott Laboratories. As pesquisas para o desenvolvimento do fármaco foram financiadas pelos National Institutes of Health (NIH) através de dotações federais do governo dos EUA num montante de US$ 3.500.000 e pelo Abbott Laboratories com montante de US$ 200.000.000. O FDA aprovou o medicamento em 1996, sendo o sétimo medicamento aprovado para o tratamento das infecções pelo HIV nos EUA.
Em 2003, o Abbott Laboratories aumentou o preço do medicamento nos EUA de US$1.71 por dia para US$ 8.57 por dia, provocando algumas reações em contrário por grupos de pacientes e de alguns membros do Congresso dos EUA em favor da aprovação pela fabricação de medicamento genérico. Em 4 de agosto de de 2004 o NIH ponderou pela não aprovação da fabricação de medicamento genérico ao Norvir nos EUA. O NIH fundamentou-se na argumentação dos efeitos negativos para o mercado farmacológico.

### Tratamento da covid-19
Em novembro de 2021, foi anunciado que o medicamento seria testado para ser usado associado ao nirmatrelvir ( Combinação nomeada de Paxlovid), aumentando o nível desta droga ativa, que havia se mostrado eficaz para tratamento da covid-19.

## Efeitos colaterais
Um dos efeitos colaterais do ritonavir é a hiperglicemia. Essa característica pode ser problemática em pessoas com diabetes. Considerando que o ritonavir potencializa as concentrações plasmáticas de outros medicamentos antirretrovirais, os efeitos colaterais dos outros medicamentos podem ser potencializados, exigindo cuidados especiais na prescrição do medicamento, sobretudo quando indicados para mulheres grávidas.